# Acantholimon gaudanense
Acantholimon gaudanense är en triftväxtart som beskrevs av Ekaterina Georgiewna Czerniakowska. Acantholimon gaudanense ingår i släktet Acantholimon och familjen triftväxter. Inga underarter finns listade i Catalogue of Life.